# Drosophila tenuipes
Drosophila tenuipes este o specie de muște din genul Drosophila, familia Drosophilidae. A fost descrisă pentru prima dată de Walker în anul 1849. Conform Catalogue of Life specia Drosophila tenuipes nu are subspecii cunoscute.